# Kenderes

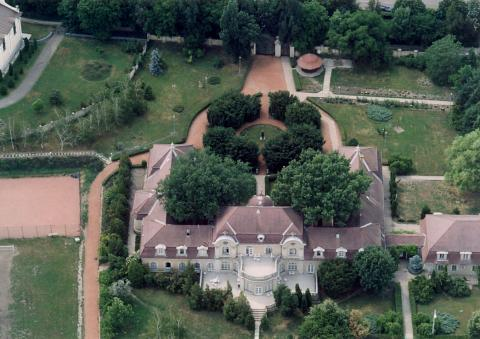
Ett flygfoto på en herrgård i Kenderes

Kenderes är en mindre stad i provinsen Jász-Nagykun-Szolnok i Ungern. Kenderes ligger i distriktet Karcag och hade år 2019 totalt 4 220 invånare.